# ماوریس گودین (هنرپیشه)
ماوریس گودین (انگلیسی: Maurice Godin؛ زادهٔ ۲۸ فوریهٔ ۱۹۶۶) یک هنرپیشه اهل کانادا است.